# Zawieprzyce
Zawieprzyce – wieś w Polsce położona w województwie lubelskim, w powiecie łęczyńskim, w gminie Spiczyn.
W latach 1975–1998 miejscowość należała administracyjnie do ówczesnego województwa lubelskiego.
We wsi na skarpie nad rzeką Wieprz znajdują się ruiny zamku wraz z zachowaną kaplicą.
Wieś stanowi sołectwo gminy Spiczyn. Według Narodowego Spisu Powszechnego z roku 2011 wieś liczyła 832 mieszkańców.
Wierni Kościoła rzymskokatolickiego należą do parafii św. Anny w Kijanach.

## Historia

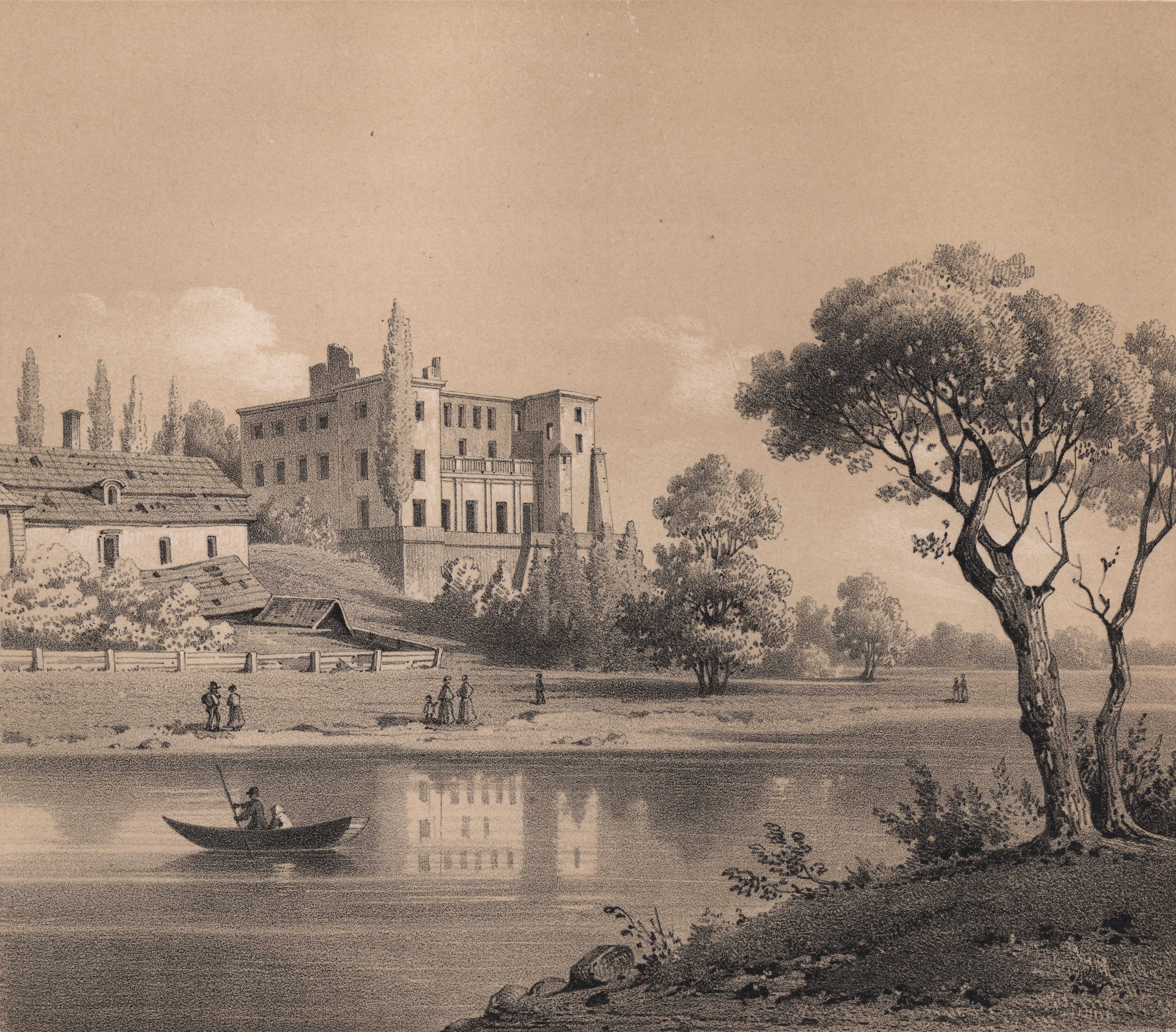
Zawieprzyce na litografii Adama Lerue (ok. 1858)

Wieś szlachecka położona była w drugiej połowie XVI wieku w powiecie lubelskim województwa lubelskiego. W XVI w. Zawieprzyce należały do Zawieprzskich herbu Janina, którzy posiadali tu zamek obronny. Kolejny właściciel, wojewoda wołyński Atanazy Walenty Miączyński, utworzył tzw. klucz zawieprzycki i przebudował stary zamek na barokowy pałac. Wiekowe lipy rosnące w tutejszym parku z pewnością pamiętają lato 1883 roku, kiedy to 16-letnia Marysia Skłodowska (późniejsza noblistka) spędzała tu wakacje w dworku stryja Ksawerego, który był dzierżawcą majątku w Zawieprzycach. Prochy jej dziadka spoczywają w rodzinnym grobowcu Skłodowskich na pobliskim cmentarzu w Kijanach.
Za Królestwa Polskiego istniała gmina Zawieprzyce.

## Zabytki
Według rejestru zabytków NID na listę zabytków wpisane są obiekty:
- zespół pałacowy, XVII–XIX w., nr rej.: A/458 z 17.04.1956 i z 17.06.1970:
  - ruiny pałacu, XVII w.
  - lamus (spichrz), XVII w.
  - kaplica, XVII w.
  - oficyna, XVIII w., 1958–62
  - stajnie, k. XIX w.
  - brama wjazdowa, XVII w.
  - oranżeria, XVIII w.
  - park, XVIII – XIX w.

Na kopcu przed wzgórzem zamkowym stoi kolumna toskańska, pochodząca prawdopodobnie z końca XVII w. i będąca wotum ówczesnego właściciela Zawieprzyc, Atanazego Miączyńskiego, za szczęśliwy powrót z wyprawy wiedeńskiej.

Zabytki Zawieprzyc
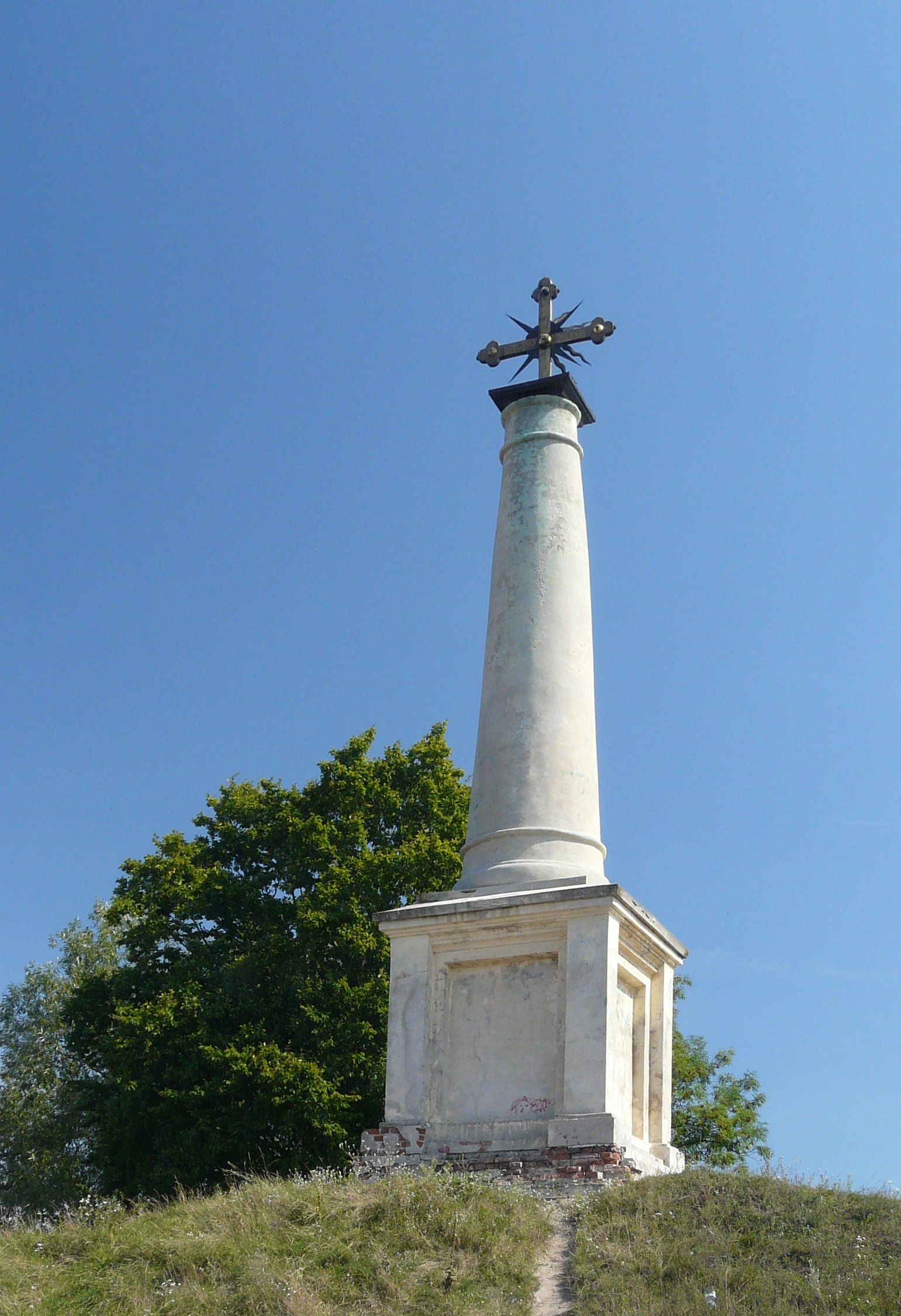
Kolumna toskańska
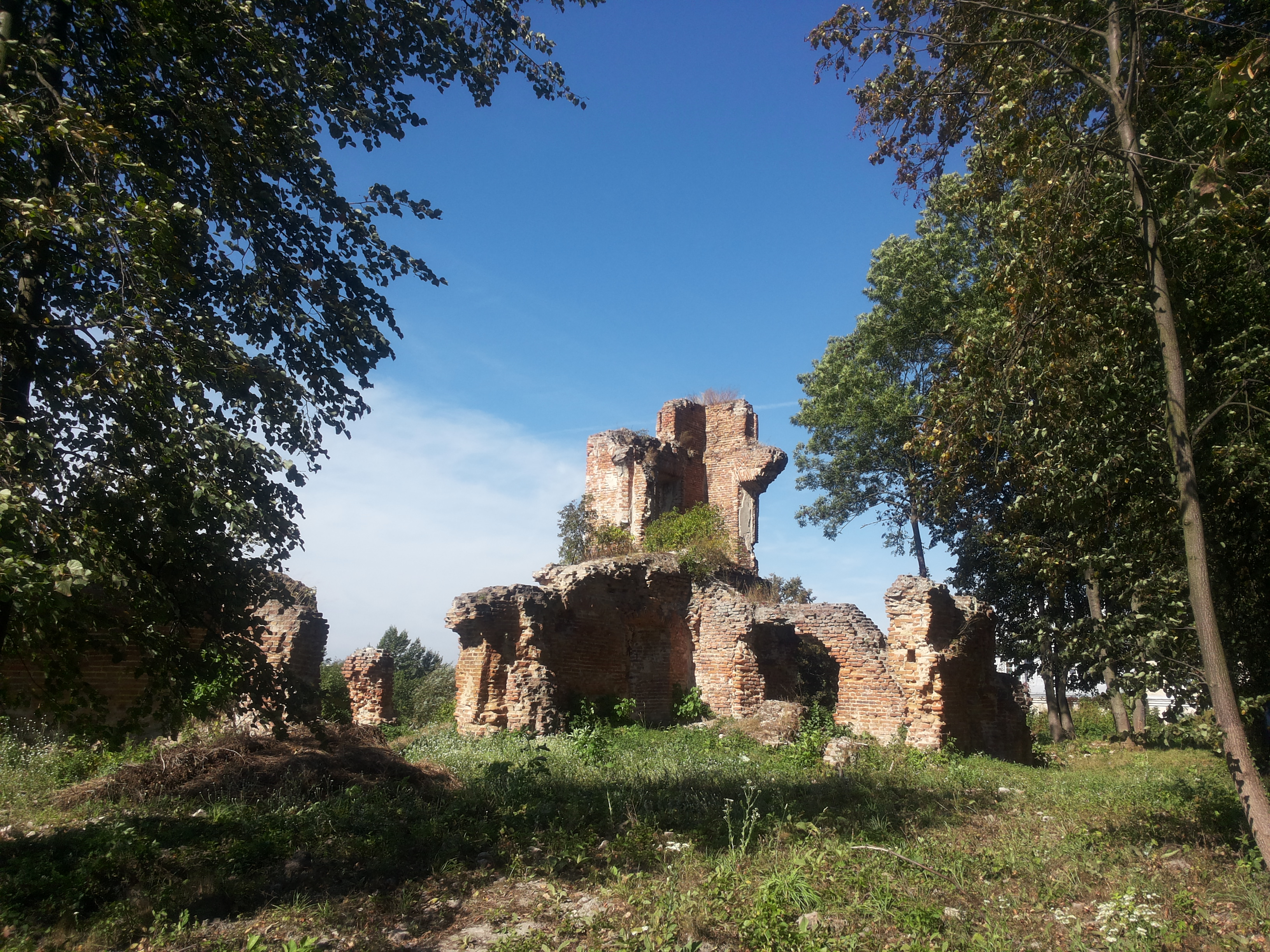
Ruiny pałacu
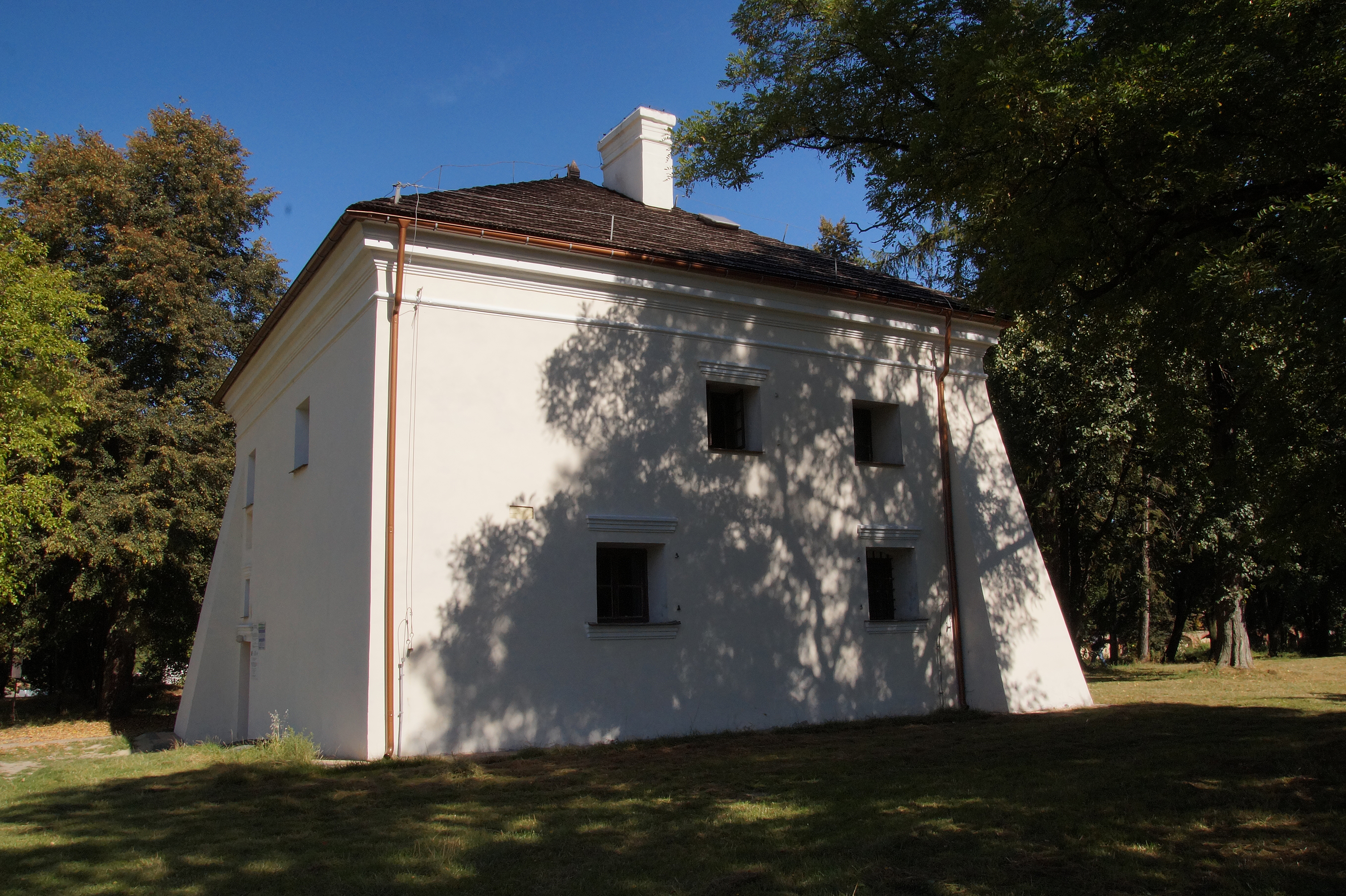
Lamus (spichrz)
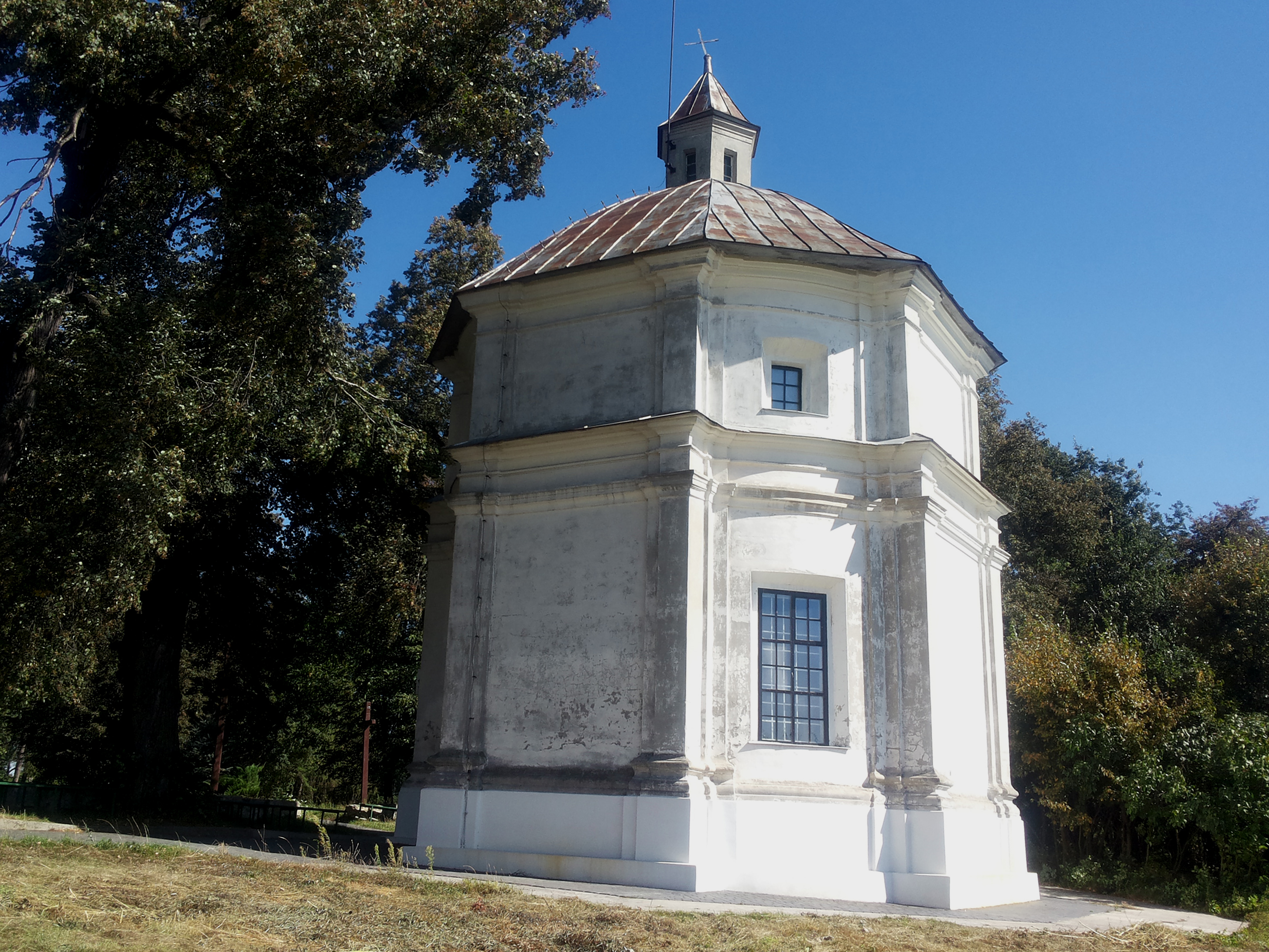
Kaplica św. Antoniego Padewskiego
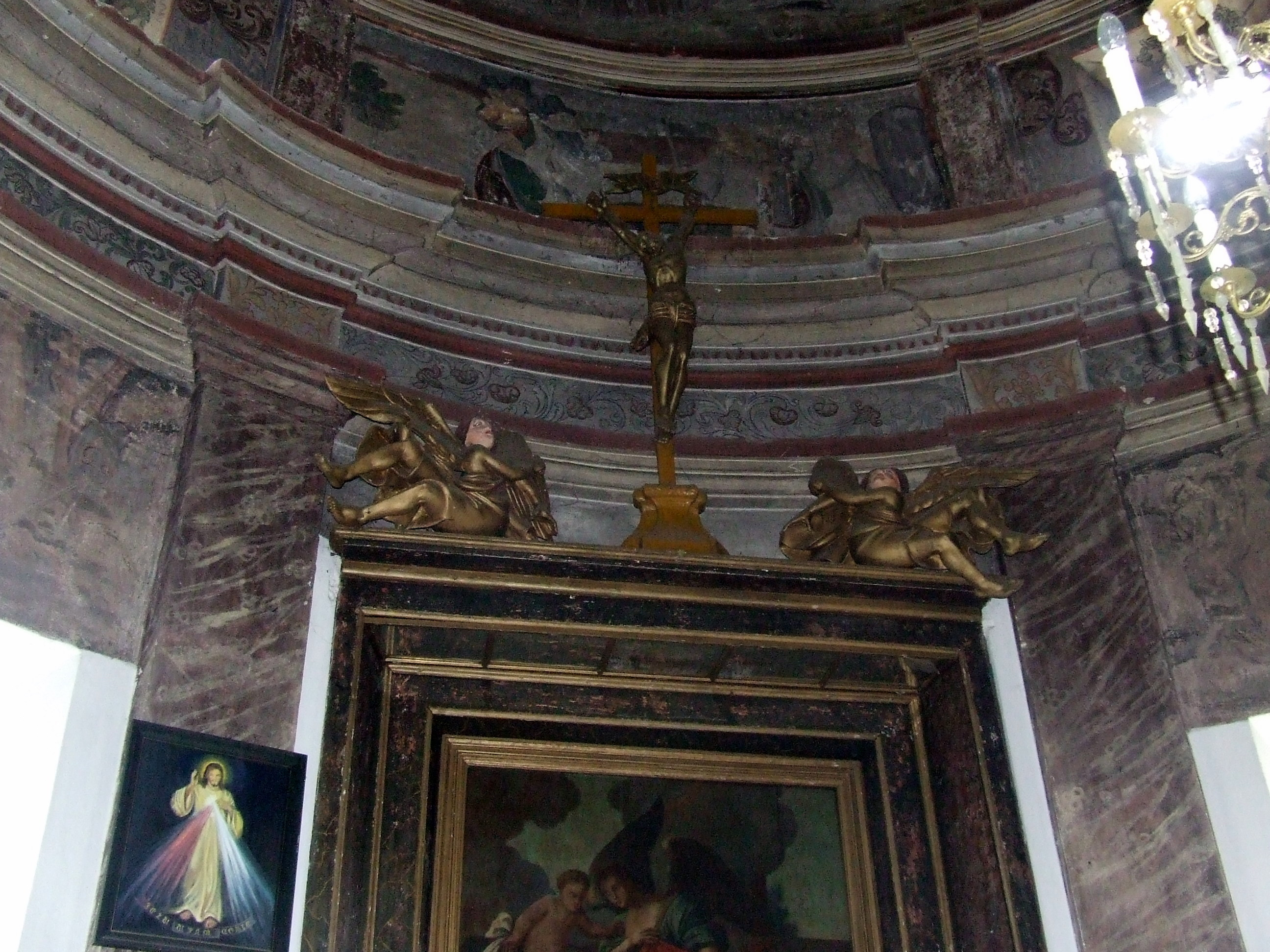
Wnętrze kaplicy

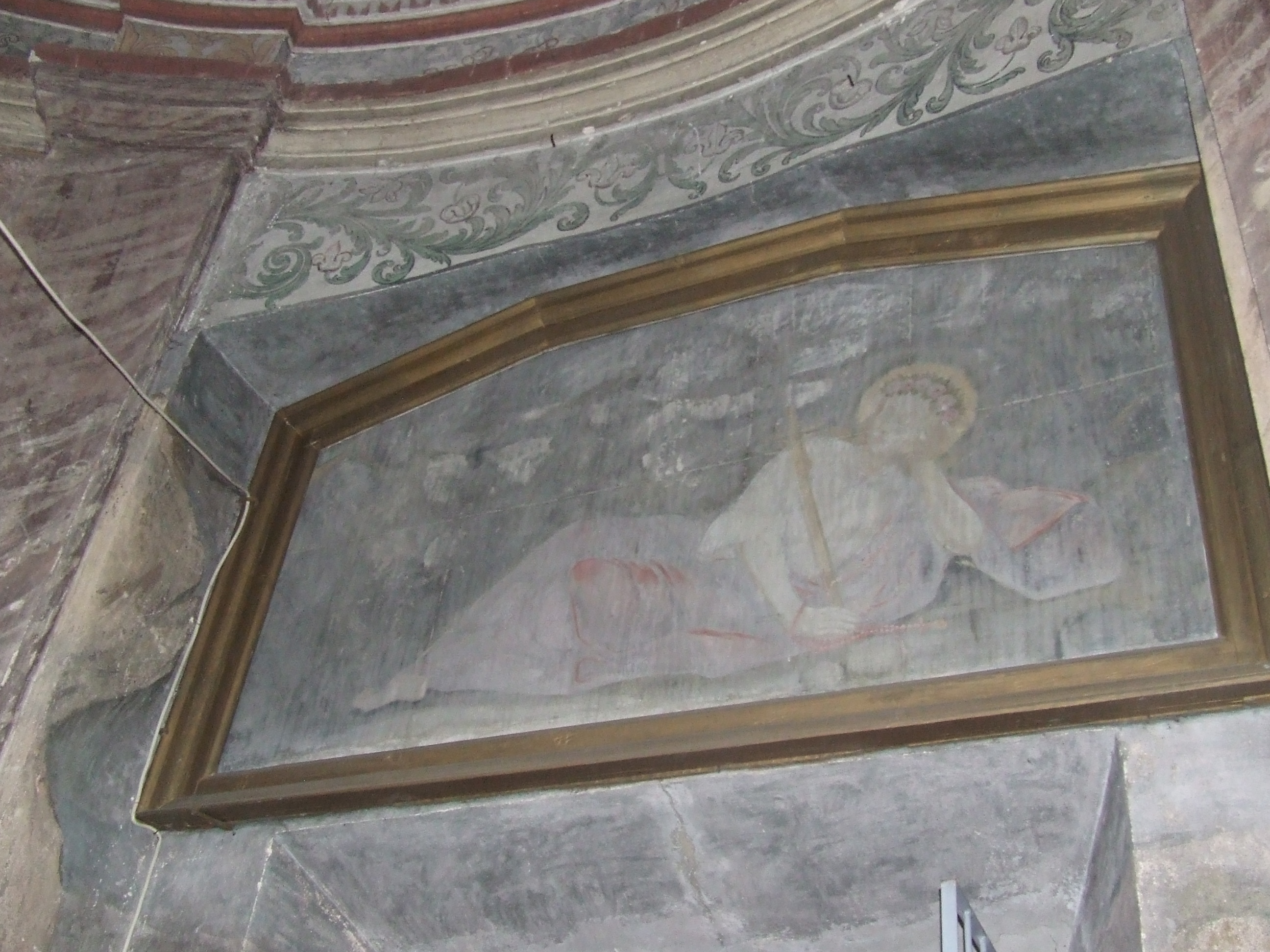
Freski w kaplicy
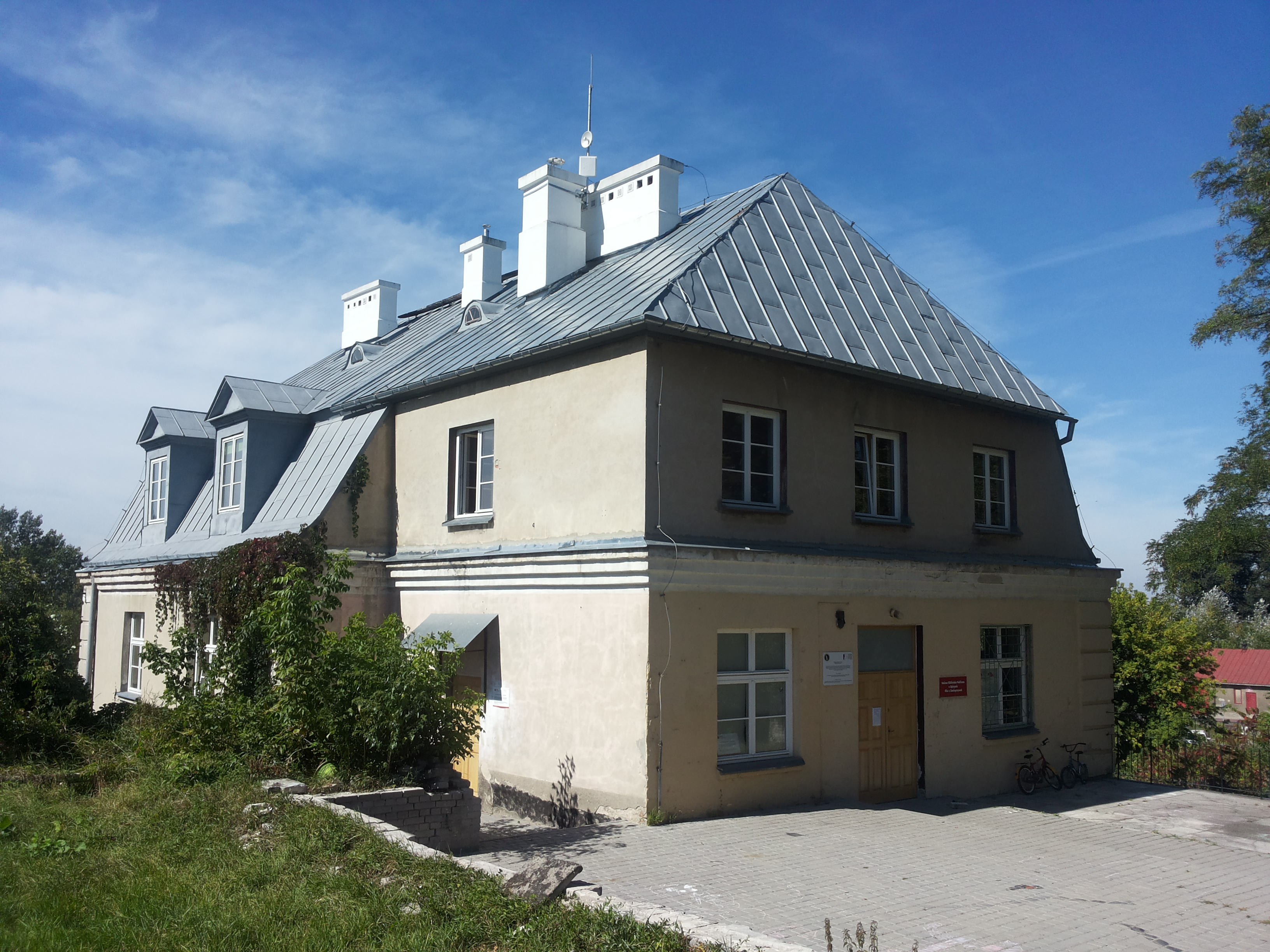
Oficyna
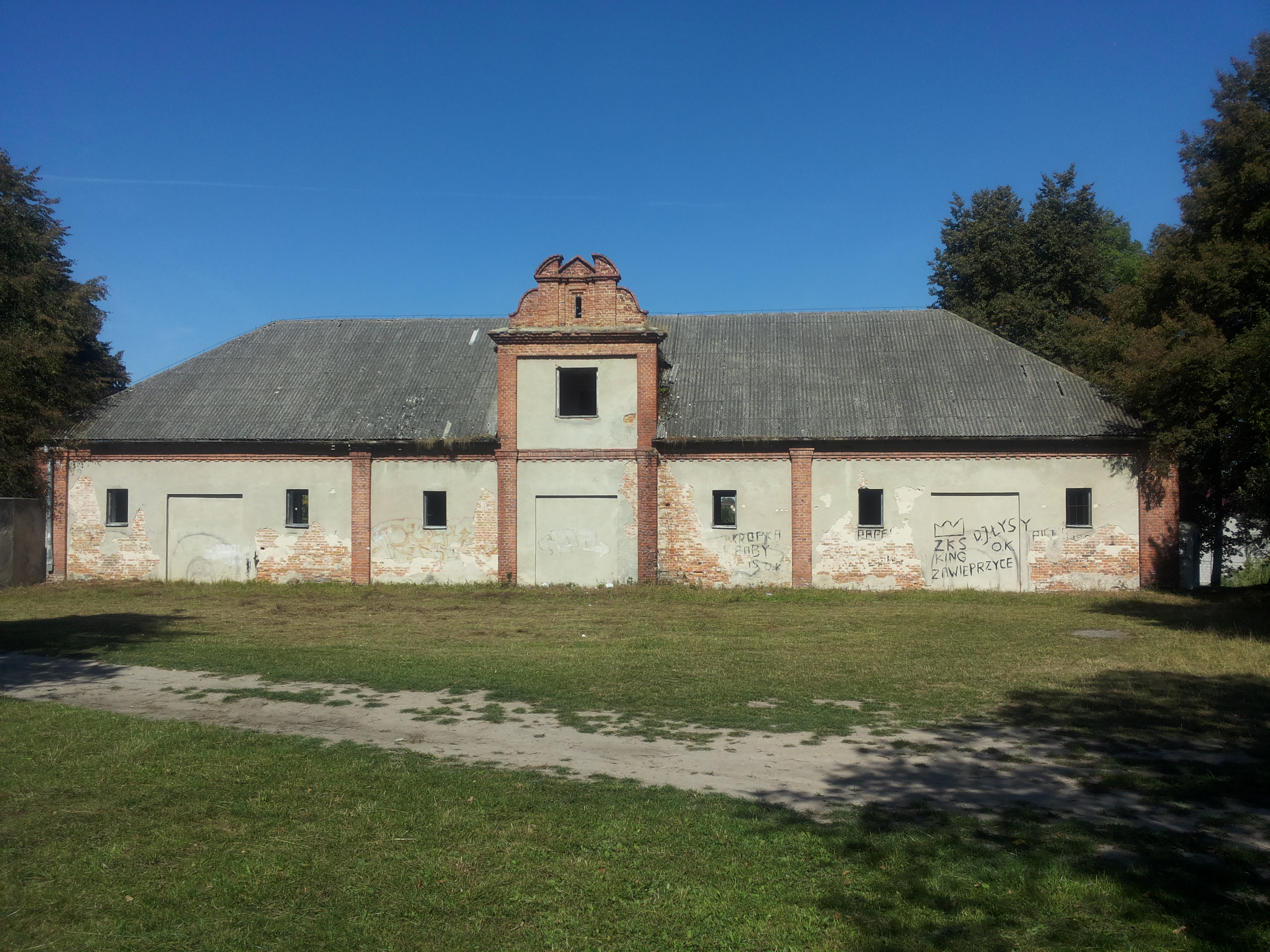
Stajnie
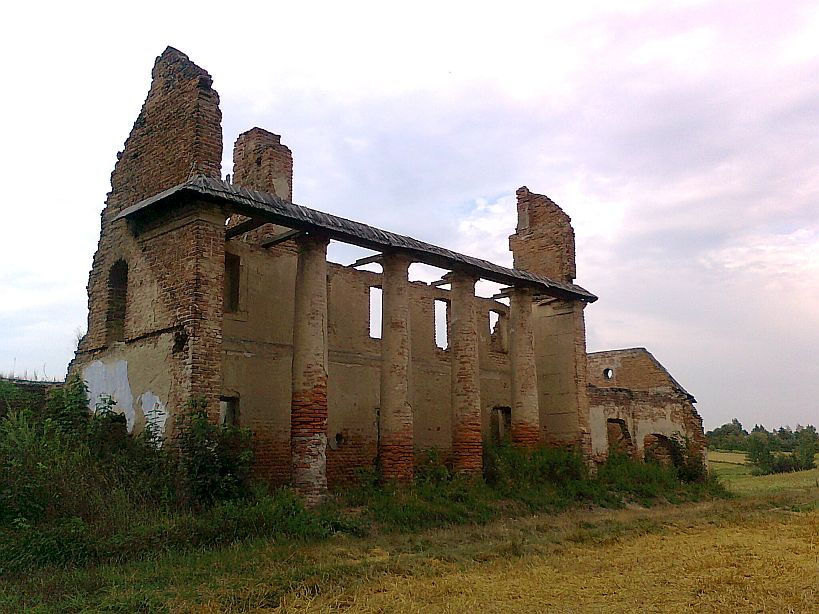
Ruiny oranżerii
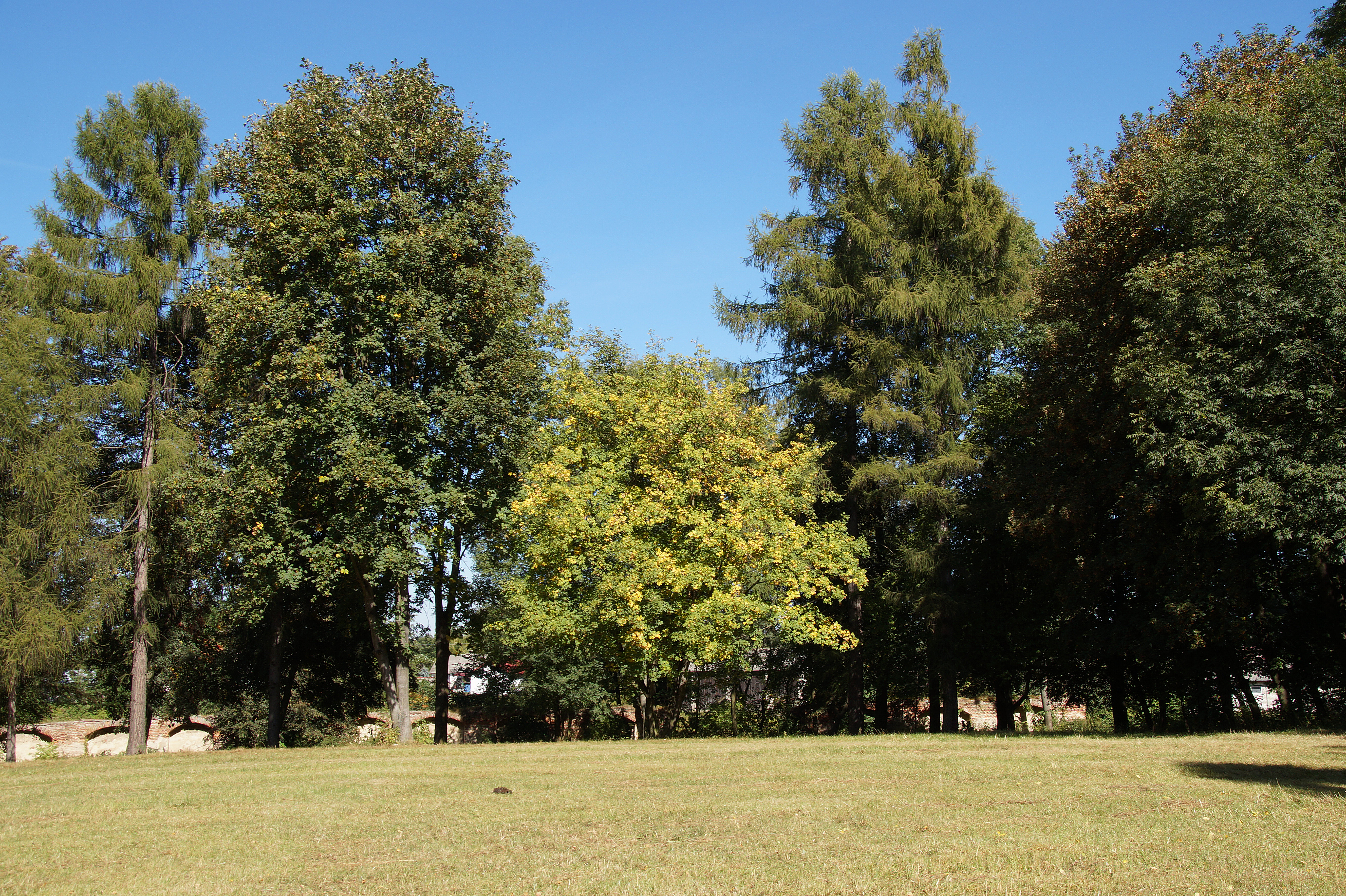
Park